# Marie Yi Seong-rye
Pour les articles homonymes, voir Sainte Marie et Marie Yi Yon-hui.
Marie Yi Seong-rye (en coréen 전경협 아가타) est une laïque chrétienne coréenne, martyre, née en 1801 à Hongju dans le Chungcheong en Corée, morte décapitée le 31 janvier 1840 à Danggogae, à côté de Séoul.
Son martyre est reconnu par l'Église catholique, elle est appelée vénérable. Elle est ensuite béatifiée par le pape François le 16 août 2014.
La bienheureuse Marie Yi Seong-rye est fêtée localement le 31 janvier.

## Biographie
Marie Yi Seong-rye naît en 1801 à Hongju, dans la province de Chungcheong en Corée.
Elle est réputée intelligente, et de forte personnalité. Quand elle a dix-huit ans, elle épouse François Choe Kyong-hwan. Elle met au monde son premier fils en 1821, Thomas Choe Yang-eop.
Elle sait faire régner l'harmonie dans sa famille et son voisinage. Ils déménagent fréquemment à cause des persécutions. Son fils aîné Thomas Choe est choisi pour aller étudier à Macao en vue du sacerdoce. Elle accepte les conséquences de sa vie de foi : la pauvreté, la souffrance, les déménagements fréquents, la précarité, la faim. Elle apprend à ses enfants à faire de même, à l'imitation de Jésus et Marie.
Marie Yi accompagne et soutient son mari pour l'installation et le développement de son village chrétien à Surisan. Elle le soutient encore quand pendant les persécutions de 1839 il part visiter les prisonniers, prend soin des martyrs et des croyants. Elle s'occupe de l'éducation des enfants. Quand la police investit leur maison, elle les accueille en leur offrant de la nourriture, puis accompagne son mari en suivant la police avec ses jeunes enfants.
Au siège de la police à Séoul, elle est séparée de son mari et de ses enfants, sauf du plus jeune, âgé de deux ans. Elle est confrontée aux interrogatoires et à la torture, mais persiste dans la foi malgré ses bras brisés et ses plaies. Mais elle ne peut plus nourrir son bébé et le voit dépérir. Alors elle cède à la tentation, accepte l'invitation du juge à renier sa foi et rentre libre chez elle, mais le regrette peu après,.
Quand la police découvre que son fils est parti à Macao étudier la théologie, Marie Yi est de nouveau arrêtée. Soutenue par les autres catholiques, elle s'est débrouillée pour que ses enfants soient éloignés. Elle témoigne alors de sa foi sans faiblir malgré les nouvelles tortures. Elle écrit à ses enfants : « N'oubliez jamais le Seigneur et la Sainte Marie, mère de Dieu. Aimez-vous les uns les autres et ne vous séparez jamais. Attendez le retour de votre frère aîné Thomas »,.
Marie Yi Seong-rye est décapitée le 31 janvier 1840 à l'extérieur de Séoul, à Danggogae, avec six autres martyrs catholiques.

## Béatification
Marie Yi Seong-rye est reconnue martyre par décret du Saint-Siège et ainsi proclamée vénérable.
Elle est ensuite béatifiée le 16 août 2014 par le pape François avec 123 autres martyrs de Corée.
Elle est fêtée le 31 janvier, jour anniversaire de sa mort.
Une peinture la représente dans le Sanctuaire des Martyrs de Danggogae, à Séoul.